# Argovien
L'Argovien est un faciès géologique du Jurassique supérieur (Malm), qui doit son nom à l'Argovie (région de Suisse). Il avait autrefois le rang d'étage géologique.
Dans le massif du Jura, l'étage Oxfordien est subdivisé en 3 ensembles qui sont, du plus ancien au plus récent : 
- Les marnes bleues à ammonites pyriteuses,
- Le faciès Argovien, avec : 
  - une couche inférieure de marnes jaunes[réf. souhaitée] ; Girard (et d'autres auteurs) mentionnent pour cette couche un « calcaire oolithique fin, gris rose, à stratification entrecroisée », contenant des Bryozoaires et accompagné de « grosses chailles blanches finement litées en rose et gris » stratifiées sans interruption[1] ;
  - au-dessus, une alternance de strates marno-calcaires et de bancs de craie, litées en rose et gris, riches en chailles[1] ;
  - le tout est surmonté de calcaires récifaux gris riches en fossiles silicifiés (Pholadomya ampla Ag., Perisphinctes plicatilis Sow., Terebratula insignisis Ziet…[1]).
- Le faciès Rauracien : 
  - calcaires jaunâtres récifaux riches en polypiers et solénopores - mais est aussi mentionné « un calcaire grenu, cristallin, gris-clair, à cassure esquilleuse, qui renferme des passées oolithiques et de grosses entroques[1] » ;
  - calcaires oolithiques ;
  - calcaires à grosses oncolithes ; selon Girard la partie supérieure du Rauracien contient des polypiers, des pectens, des brachiopodes et des oursins, dans « des calcaires blancs, saccharoïdes ou crayeux, oolithiques ou pisolithiques »[1].

En Poitou-Charentes, le faciès argovien est constitué de marnes à spongiaires. Il est daté de la biozone à Transversarium, dernière zone d'ammonites de l'Oxfordien moyen.